# Simon Dickie
Pour les articles homonymes, voir Dickie.
Simon Charles Dickie, né le 31 mars 1951 à Waverley (Taranaki) et mort le 13 décembre 2017 à Taupo, est un rameur d'aviron néo-zélandais.

## Carrière
Simon Dickie participe aux Jeux olympiques d'été de 1968 à Mexico et devient champion olympique dans l'épreuve du quatre barré avec ses coéquipiers Dick Joyce, Dudley Storey, Ross Collinge et Warren Cole. Lors des Jeux olympiques de 1972 à Munich, il devient champion olympique dans l'épreuve du huit avec ses partenaires Wybo Veldman, Dick Joyce, Lindsay Wilson, Athol Earl, John Hunter, Gary Robertson (en), Tony Hurt et Trevor Coker. Lors des Jeux olympiques de 1976 à Montréal, il est médaillé de bronze dans l'épreuve du huit avec ses partenaires Ivan Sutherland, Peter Dignan, Lindsay Wilson, Athol Earl, Dave Rodger, Alex McLean, Tony Hurt et Trevor Coker.